# Distretto di Purnia
Purnia è un distretto dell'India di 2 540 788 abitanti, che ha come capoluogo Purnia.